# Pserimos
Pserimos (druhý pád Pserimu) (řecky Ψέριμος) je řecký ostrov v souostroví Dodekanés v jihovýchodní části Egejského moře. Nachází se 3,5 km severně od ostrova Kós a 5 km východně od ostrova Kalymnos, s nímž tvoří jednu obec. Severní pobřeží je vzdáleno 8 km od tureckého poloostrova Bodrum.

## Geografie
Rozloha ostrova je 14,515 km². Nejvyšší bod dosahuje nadmořské výšky 268 m.

## Obyvatelstvo
V jižní části ostrova se nachází jediná vesnice. Stálých obyvatel k roku 2011 měla 80.